# 稲葉嶽光之助
稲葉嶽 光之助（いなばだけ みつのすけ、1889年11月7日 - 1978年5月7日）は、現在の千葉県市川市河原出身で濱風部屋、千田川（大阪相撲）に所属した力士。本名は雪吹 光之助（旧姓：及川）。身長173cm、体重94kg。東京相撲での最高位は東前頭14枚目（1916年5月場所）。

## 人物
1911年2月に初土俵を踏み、1915年6月十両昇進。1916年5月に入幕したが1勝8敗1預の大負けだった。翌場所（1917年1月場所）は十両に落ち、2場所とも十両にあったが不振が続いた。場所後の巡業では出羽海部屋一行に加わったが、同年12月巡業先の埼玉県大宮で酒の席で暴行事件を起こした。一行の組長の入間川（元小結両國のち6代出羽海）は稲葉嶽をその場で破門を宣言した。常ノ花ら一行の力士たちは破門の撤回を要求したが、それも空しく翌1918年1月正式に破門された。

## 大阪相撲時代
1919年、大阪相撲の千田川部屋に移籍して「鉄ヶ濱」の四股名で再び土俵に上がり、幕内に昇進した。1923年5月大阪相撲で龍神事件が起きると鉄ヶ濱は当初は力士側に加わったが途中で離脱、協会側に付いた。その後両者が歩み寄り、協会側と力士側による手打ちが行われ堺市でそれを記念する興行が開かれる予定だったが、その際力士側はこの番付から鉄ヶ濱ら千田川部屋の5人の名を削除した。この措置に対して師匠の千田川は廃業を決意、鉄ヶ濱もそれに従い廃業した（千田川部屋の力士20名余りも同時に廃業した）。
廃業後は雪吹と姓を改め、仕出し屋を経営し、余生を大阪で過ごし、1978年に死去。

## 死後
現在の行徳地区の相撲文化の礎となっており、行徳地区の公立小学校に相撲の土俵があるのは彼との縁である。

## 成績
- 番付在位場所数：14場所
- 幕内在位：1場所
- 幕内成績：1勝8敗1預
- 十両在位：4場所
- 十両成績：9勝10敗1分1預
- 各段優勝：幕下優勝1回、三段目優勝1回

### 場所別成績
| 1911年 （明治44年） | 西序ノ口20枚目 –       | 東序二段69枚目 –     |
| 1912年 （明治45年） | 東三段目67枚目 –       | 西三段目54枚目 –     |
| 1913年 （大正2年） | 西三段目9枚目 優勝 5–0 | 西幕下33枚目 –       |
| 1914年 （大正3年） | 東幕下33枚目 –         | 西幕下11枚目 3–2     |
| 1915年 （大正4年） | 東幕下8枚目 優勝 5–0   | 西十両6枚目 3–2      |
| 1916年 （大正5年） | 西十両6枚目 5–1        | 東前頭14枚目 1–8 1預 |
| 1917年 （大正6年） | 東十両3枚目 0–4 1分1預 | 西十両14枚目 1–3     |
| 各欄の数字は、「勝ち-負け-休場」を示す。 優勝 引退 休場 十両 幕下 三賞：敢=敢闘賞、殊=殊勲賞、技=技能賞 その他：★=金星 番付階級：幕内 - 十両 - 幕下 - 三段目 - 序二段 - 序ノ口 幕内序列：横綱 - 大関 - 関脇 - 小結 - 前頭（「#数字」は各位内の序列） |                        |                      |

- 幕下以下の地位は小島貞二コレクションの番付実物画像による。

## 改名
稲葉嶽→鉄ヶ濱（大坂相撲）